# Ludvig Pavlović
Ludvig Pavlović Lutko  (Vitina, Ljubuški, 10. travnja 1951. – Studena Vrila, Posušje, 18. rujna 1991.), hrvatski iseljenički aktivist, pripadnik Bugojanske skupine i časnik Hrvatske vojske. Poginuo pod nerazjašnjenim okolnostima u sukobu s kolonom JNA u Studenim Vrilima kod Posušja pred rat u Bosni i Hercegovini.

## Iseljeništvo i zatvor
Pavlović je rođen u Vitini kod Ljubuškog 10. travnja 1951. Kako mu je dan rođenja padao na dan osnivanja Nezavisne Države Hrvatske, u matične knjige vlasti su mu dan rođenja upisale 9. travnja, dok mu u krsnom listu stoji točan nadnevak rođenja. Bio je prvi sin u šesteročlanoj obitelji. Njegov otac Slavko je bio satnik u Hrvatskim oružanim snagama u Drugom svjetskom ratu. Ishodio je vizu u njemačkom veleposlanstvu i sa 16 godina odlazi na rad u Njemačku gdje je živio s dvjema sestrama. Sa 17 godina se povezao s Hrvatskim revolucionarnim bratstvom čije je sjedište bilo u Karlsruheu.

## Bugojanska skupina
Bio je najmlađi pripadnik Bugojanske skupine koja je organizirana s ciljem da sruši komunistički režim nakon sloma Hrvatskog proljeća. Skupinu je činilo 19 pripadnika iseljeništva.
Pavlović se, zajedno s ostatkom skupine, pripremao u Austriji, a u Jugoslaviju su ušli 20. lipnja 1972. preko Dravograda. S teretnjakom koji je prevozio mineralnu vodu stigli su do Donjega Vakufa. Zarobljenog vozača i desetak šumara koje su zarobili pustili su odmah na slobodu, a preko njih su obznanili da će se podići ustanak.
Nakon ulaska u Jugoslaviju, više od dva mjeseca vodili su borbe s Teritorijalnom obranom JNA, pričuvnom milicijom i civilnom zaštitom. U prvom sukobu poginuo je jedan pripadnik skupine, nakon čega su se grupirali u dvije skupine s ciljem da se prebace u Hrvatsku. Pavlović je s Vladom Miletićem, pripadnikom skupine, krenuo prema Livnu, ali ih je izdao milicajac, po narodnosti Hrvat, kod kojega su tražili vodu. Pri prijelazu prometnice za Grahovo upali su u zasjedu pričuvnog sastava milicije u kojoj je poginuo Miletić, a Pavlović ranjen, zajedno s dvojicom milicajaca. U toj akciji je uhićen. U borbama je poginulo ukupno 15 pripadnika Bugojanske skupine, a ostala četvorica, zajedno s Pavlovićem, su zarobljena.

### Suđenje i nakon
Vojni sud u Sarajevu ga je nakon uhićenja, zajedno s drugim pripadnicima skupine, Mirkom Vlasnovićem, Đurom Horvatom i Vejsilom Keškićem, osudio na smrt 21. prosinca 1972. Njegova obitelj nije bila svjesna njegovih djelatnosti, pa niti smrtne kazne. Zbog njegove malodobnosti, Josip Broz Tito mu je smanjio kaznu na osam godina samice i 12 godina strogog zatvora. Ostala trojica pripadnika skupine su strijeljana nakon izricanja presude. List Oslobođenje je lažno objavilo fotografije ubijenog Pavlovića i Miletića.
Nakon ovoga, Pavlovićeva obitelj bila je maltretirana od strane komunističkog režima. Milicija i službenici SDS-a su im upadali kuću i mlatili ih. Tek 1973. Pavlovićev brat Iko je od školskog kolege saznao da mu je brat živ, a dozvolu za posjet u Zenicu obitelj mu je dobila tek 1974. Unatoč tome bili su spriječeni da posjete Pavlovića u zatvoru. Njegov brat i otac susreli su se s njim tek 1976. Otac mu je u više navrata pretučen u zgradi Službe državne sigurnosti u Mostaru zbog čega je 1980. umro.
Pavlovićev brat Iko je pri jednom pokušaju spašavanja oca dobio udarac kundakom nakon čega su mu pukle glasnice kada je imao 16 godina. Iku su nastavili maltretirati i kasnije, te je i on odvođen u zgradu SDS-a. Zbog maltretiranja se zajedno s obitelji preselio u Njemačku. Pavlović je sedam i pol godina samice odslužio u Zenici, nakon čega je premješten u Srijemsku Mitrovicu, gdje je ponovno bio u samici osam mjeseci zbog tuče s Željkom Ražnjatovićem Arkanom, kasnijim časnikom Vojske RS-a. Nakon izbora u Hrvatskoj u svibnju 1990. svi zatvorenici s prostora bivše Jugoslavije kaznu nastavili služiti u matičnim republikama pa Pavlović iz Mitrovice premješten u zatvor Lipovica. Zatvorski upravitelj, Crnogorac po narodnosti, 1990. je tražio od Pavlovićeve obitelji 10 000 njemačkih maraka za premještanje Pavlovića u Lipovac u Hrvatskoj. Novac je upravitelju dostavljen 2. studenog, a Pavlović je privremeno pušten na slobodu 23. prosinca.

### U Mitrovici pretukao Arkana
U Lipovici sam s Pavlovićem, u jedinom intervjuu koji je dao, razgovaro više sati. Među inim ispričao je kako je u zatvoru u Mitrovici pretukao Željka Ražnjatovića Arkana.
“On je bio kriminalac, a ja nisam znao ono što znam danas, da je bio ubačen da provocira nas političke zatvorenike. Htio je biti ‘sobni starješina’, glavna faca među zatvorenicima. Jednog zatvorenika je maltretirao, a kad sam ga upozorio da to ne radi, okomio se na mene. Inače me je stalno promatrao, a tad nisam razmišljao da on zna tko sam ja. Znao sam da ne smijem izazivati incidente, ali krv u meni nije se mogla zaustaviti. Napadao je slabijeg od sebe, ponižavao i povlačio za uho, a kad je krenuo na mene razvalio sam mu nos tako da je krvario tri dana. Nos mu je nakon toga ostao kvrgav. Ako ga kad sretnete, pitajte ga zašto mu je nos nakrivo i tko mu je to napravio”, ispričao mi je Pavlović u listopadu 1990. u Lipovici.

## Sloboda i rat
Nakon što je pušten iz zatvora Pavlović se vratio u rodno selo. Uskoro se ponovno vratio u zatvor u Lipovac, da bi, na Uskrs, bio ponovno uvjetno pušten. U to vrijeme ratno stanje bilo je u Vukovaru i Ravnom. Pavlović se odmah povezao s hrvatskim političkim vodstvom i Franjom Tuđmanom koji je još 1970-ih surađivao s Hrvatskim revolucionarnim bratstvom i počinje organizirati obranu u Hercegovini. Pavlovićev brat Iko je u suradnji s iseljeništvom u Njemačkoj pakirao oružje u pakete Crvenog križa i slao ih u Zagreb. U noći s 14. na 15. rujan Pavlović je sudjelovao u operaciji Zelena tabla - Mala bara u Pločama gdje su hrvatske snage zaplijenile znatnu količinu oružja JNA.
Pavlović je poginuo 18. rujna 1991. u Studenim Vrilima na cesti između Tomislavgrada i Posušja. Poginuo je u kratkotrajnom puškaranju s kolonom JNA. Prema tvrdnjama njegovog brata Pavlović je ubijen zbog protivljenja prodaji oružja jer je smatrao da se oružje treba davati besplatno. Za smrt krivi kriminalnu skupinu iz Imotskog koju je vodio Zlatko Katić. Pavlović se planirao oženiti Marinom, no ubrzo je poginuo. S Marinom je Pavlović osam mjeseci nakon pogibije dobio sina Ludviga.
Visoki časnik HVO-a gen. Slavko Puljić je u razgovoru za suradnika časopisa Vojne povijesti izjavio da je uvjeren da je Pavlović i još neki ljudi kao što su Božan Šimović, Tvrtko Miloš, Tihomir Mišić ostali na životu, da bi tijek rata u Mostaru bio drukčiji te da se neki loši događaji koji su poslije uslijedili nikad ne bi dogodili.

## Odlikovanja i počasti
Ludvig Pavlović posmrtno je odlikovan tri puta. Po njemu je nazvana HVO-va Postrojba za posebne namjene Ludvig Pavlović.
| vrpca   | odlikovanje                                                       | dan odlikovanja    |
| ------- | ----------------------------------------------------------------- | ------------------ |
|         | Red kneza Domagoja s ogrlicom                                     | 7. srpnja 1995.    |
|         | Red Nikole Šubića Zrinskog                                        | 10. studenog 1996. |
|         | Red Petra Zrinskog i Frana Krste Frankopana s pozlaćenim pleterom | 3. prosinca 1996.  |
| izvori: |                                                                   |                    |

## Vanjske poveznice
- Tko je bio Ludvig Pavlović? Robijao je 20 godina, pretukao je Arkana u zatvoru, a ubijen je na kućnom pragu…